# Jakob Meierhofer
Jakob Meierhofer (* 6. November 1997) ist ein österreichischer Fußballtorwart.

## Karriere
Meierhofer begann seine Karriere beim SV Gössendorf. Im Februar 2012 wechselte er zum USV Vasoldsberg. Zur Saison 2012/13 kam er in das JAZ GU-Süd. Nach einer Saison im JAZ GU-Süd wechselte er zur Saison 2013/14 in die Akademie des FC Admira Wacker Mödling.
Ohne zuvor für die Amateure gespielt zu haben, rückte er zur Saison 2015/16 in den Profikader der Admira. Im August 2015 spielte er schließlich gegen die SV Oberwart erstmals für die Amateure in der Regionalliga. In der Saison 2015/16 kam er zu keinem Bundesligaeinsatz und acht Regionalligaeinsätzen. In der Spielzeit 2016/17 wurde er erneut nicht bei den Profis eingesetzt, absolvierte aber zehn Spiele in der dritthöchsten Spielklasse. Ab der Saison 2017/18 gehörte er nur noch dem Kader der Amateure an, für die er zu drei Einsätzen kam.
Zur Saison 2018/19 wechselte er zum Regionalligisten TuS Bad Gleichenberg. Für die Steirer absolvierte er zwölf Spiele in der Regionalliga. Nach einer Saison bei Bad Gleichenberg schloss sich Meierhofer zur Saison 2019/20 dem Zweitligisten SV Lafnitz an. Sein Debüt in der 2. Liga gab er im Juni 2020, als er am 21. Spieltag jener Saison gegen die Zweitmannschaft des FK Austria Wien in der Startelf stand.
Zur Saison 2020/21 wechselte er zum Ligakonkurrenten Grazer AK.

## Erfolge
- Bester Torwart der 2. Liga: 2024